# Michel Trimaille
Michel Trimaille, né le 28 novembre 1927 à Montlebon (Doubs), et mort le 10 janvier 2009 à Morteau (Doubs), est un prêtre catholique français spécialiste d'exégèse biblique. 

## Biographie

### Formation
Originaire du diocèse de Besançon, il entre aux Missions étrangères de Paris en 1948. Après des études théologiques et bibliques à Rome et à Jérusalem, il est envoyé à la mission du Cambodge. 

### Enseignement
Il commence à enseigner l'Écriture sainte au Grand Séminaire de Saïgon, avant d'être rappelé comme professeur au Séminaire des Missions étrangères. Ensuite, pendant vingt ans, il enseigne le Nouveau Testament à l'Institut catholique de Paris. 
Il a animé de fréquentes sessions bibliques en Asie du Sud-Est et dans l'océan Indien.

## Publications
Il a publié plusieurs articles sur le thème: « Nouveau Testament et Mission » et, en particulier, le commentaire de six lettres pauliniennes dans Les Épîtres de Paul, vol. III, commentaire pastoral.
Michel Trimaille est l'un des auteurs de l'ouvrage collectif dirigé par Pierre Geoltrain, Aux origines du christianisme.